# Гай Лукцій Телезін
Гай Лу́кцій Телезі́н (лат. Gaius Luccius Telesinus; I століття) — політичний і державний діяч Римської імперії, ординарний консул 66 року.

## Біографія
Про молоді роки, походження його відомостей не збереглося.
Його було обрано ординарним консулом 66 року разом з Гаєм Светонієм Пауліном. Про безпосередню його діяльність під час консульства даних немає. Філострат Афінський у своєму творі «Життя Аполлонія Тіанського» описав Гая Лукція як благочестивого консула, що часто спілкувався з Аполлонієм. Він дозволив Аполлонію увійти в римські храми і запевнив, що реформи Аполлонія будуть ними прийняті. Крім того, Гай Лукцій  дозволив Аполлонію жити в храмах під час його перебування в Римі. Весь цей час Гай Лукцій продовжував вивчати філософію від Аполлонія.
З того часу про подальшу долю Гая Лукція Телезіна згадок немає.